# Plectrocnemia dissecta
Plectrocnemia dissecta là một loài Trichoptera hóa thạch trong họ Polycentropodidae.